# 瀬戸内町立古仁屋中学校
瀬戸内町立古仁屋中学校（せとうちちょうりつ こにやちゅうがっこう）は、鹿児島県大島郡瀬戸内町大字古仁屋にある町立中学校。略称は古中（こちゅう）。
瀬戸内町の中心地である古仁屋の北部に位置し、同町の中学校では最も生徒数・学級数が多い。平成27年4月現在の生徒数は168名で、各学年2学級のほか特別支援学級がひとつある。2018年度、小学校を併設しない単独の中学校では瀬戸内町内では古仁屋中学校のみとなった。

## 校区
- 瀬戸内町立古仁屋小学校
- 瀬戸内町立嘉鉄小学校

## 校則
- かつて男子頭髪は校則によって丸刈り（坊主）を強制されていたが、現在は校則による強制は廃止されている。

## 部活動
相撲部は全国中学校相撲選手権大会において過去3度（1981年、1983年、2023年）団体戦全国優勝を果たした。
- 野球部
- 男子バスケットボール部
- 女子バスケットボール部
- サッカー部
- 男子ソフトテニス部
- 女子ソフトテニス部
- 柔道部
- 女子バレーボール部
- 相撲部
- 空手道部
- 陸上・駅伝部
- 吹奏楽部
- 美術部

## 卒業後の進路
- 卒業後は、町内の鹿児島県立古仁屋高等学校などの高校に進学する生徒が多い。

## 校歌
作詞：徳峰史郎、作曲：静忠義

## アクセス
- しまバス（旧道の島交通）古仁屋小前から東へ100m
- 古仁屋港フェリー乗り場から北東へ徒歩1000m

## 同窓会
- 山水会

## 著名な出身者
- 沙人 - 俳優
- 重ノ海博久 - 大相撲力士、元十両
- 藤井太洋 - 小説家、SF作家
- RIKKI - 唄者、歌手
- 元ちとせ - 唄者、歌手
- 慶天海孔晴 - 大相撲力士、元十両
- 城南海 - 歌手（中途転出）